# Marcari de Friül
Marcari (Marcarius) fou duc de Friül des 776 a 787. Va ser el primer duc de Friül nomenat per Carlemany després de la rebel·lió del llombard Hrodgaud. Probablement no era llombard. Va tenir un paper menor en el Cisma dels Tres Capítols.
Quan el bisbe d'Ístria, Maurici, va ser detingut per les autoritats romanes d'Orient i se li van treure els ulls per presumpta incitació a la població a abandonar els romans d'Orient per sotmetre's a l'Imperi Franc, el papa Adrià I el va rebre a Roma abans d'enviar-lo a la cort de Marcari a Friuli. També Adrià va enviar una carta a Carlemany demanant-li que enviés Marcari contra l'Ístria romana d'Orient per reinstal·lar Maurici a la seva seu.
Marcari va ser succeït per Eric, un fidel de Carlemany.